# Camille Fonce
Camille Arthur Fonce, né à Briare (Loiret) le 9 juin 1867 et mort à Paris 16e le 30 juillet 1937, est un graveur français.
Certaines de ses gravures sont conservées au musée des beaux-arts de San Francisco.

## Élèves
- Sam Ringer (1918-1986), de 1947 à 1953.